# ブトキサミン

ブトキサミンの構造式

ブトキサミン（英:butoxamine）とはアドレナリン作動性効果遮断薬の1つ。β2受容体を選択的に遮断する。臨床的にはほとんど使用されない。